# Dorta Jagić
Dorta Jagić (ur. 1974 w Sinju) – chorwacka poetka i tłumaczka.

## Życiorys
Kształciła się w zakresie religioznawstwa oraz filozofii na Uniwersytecie w Zagrzebiu. Jest dyrektorką studenckich zespołów teatralnych od 1999 roku, prowadziła także edukację teatralną. Pisze głównie poezję, lecz również tworzy opowiadania, eseje, dramaty, scenariusze, przekłada poezję i prozę z języka niemieckiego i angielskiego. Jej twórczość przekładano m.in. na języki: francuski, polski i słowacki. Mieszka w Zagrzebiu.

## Nagrody
- chorwacka nagroda Goran za mlade pjesnike (pol. Goran Młodych Poetów[2]) za tom Plahta preko glave[1]
- rumuńska nagroda Balkan Grand Prize for Poetry (2007)[1]

- Europejski Poeta Wolności (2014)[4] za tom Kanapa na rynku[1]
- chorwacka nagroda Goranov vijenac(inne języki) (2017)[1]

## Twórczość
Zdaniem Miloša Đurđevicia w poezji Dorty Jagić kluczową rolę odgrywa metafora, której poetka nadaje nowe funkcje, a walory słuchowe i wizualne jej poezji przenikają się wzajemnie.

### Publikacje
- Plahta preko glave (1999)[1]
- Thamagochi mi je umro na rukama (2001)[2]
- Đavo i usidjelica (2003)[2]
- Kvadratura duge (2007)[2]
- S tetovažom nisi sam (2010)[2]

- Kauč na trgu (2011, polskie wydanie pt. Kanapa na rynku, tłum. Małgorzata Wierzbicka)[4]
- Kafkin nož (2015)[2]
- Prolazi i pukotine (2015)[2]
- Mali rječnik biblijskih žena[2] (2013, polskie wydanie pt. Mały słownik kobiet biblijnych[1])
- Veće od kuće (2018)[2]
- Noć na zemlji (proza, 2020)[5]